# Klasztor Hronský Beňadik
Klasztor Hronský Beňadik (słow. Kláštor Hronský Beňadik) – ufortyfikowany zespół klasztorny na Słowacji w miejscowości Hronský Beňadik, w kraju bańskobystrzyckim, w powiecie Žarnovica na Słowacji.

## Historia
Z pierwotnego kompleksu romańskiego z 1075 roku zachowało się bardzo niewiele. Badania przeprowadzone w tym miejscu w latach 1881–1883 ujawniły mury należące do najstarszych budowli klasztornych na Słowacji. Prawdopodobnie była to trójnawowa bazylika i zabudowania klasztorne od strony południowej. Pierwsza połowa XIV wieku przyniosła upadek budowli oraz wyburzenie zabudowań klasztornych i kościoła. Z wyposażenia wnętrza zachowała się jedynie chrzcielnica i duży drewniany krzyż.
Budowa dzisiejszego kompleksu budowli miała miejsce za panowania króla Ludwika Węgierskiego w latach 1345–1350. Najstarszą budowlą jest gotycki trójnawowy kościół z pięknym sklepieniem. W tym samym czasie rozpoczęto budowę zabudowań klasztornych. Ostatnią budowlą, pochodzącą z okresu gotyku, był skrzydło opactwa, ukończone w 1508 roku. W centralnej części klasztoru znajduje się wirydarz (rajský dvor) z krużgankami, który służył jako cmentarz.
Początek XVI wieku przyniósł ze sobą wzrost zagrożenia tureckiego, ale także zagrożenia ze strony miejscowej ludności, buntującej się przeciwko nakładanym przez klasztor obciążeniom. Z tych względów w 1537 roku rozpoczęto przebudowę klasztoru i kościoła w renesansową fortecę. Masywne mury i baszty armatnie stały się częścią zespołu klasztornego. Po tej odbudowie obiekt wzmocnił system twierdz chroniących środkową Słowację, a w 1663 roku został twierdzą graniczną.
Fortyfikacje nie uchroniły jednak klasztoru przed zniszczeniami podczas najazdów tureckich. W 1881 roku pożar miasta zniszczył również część zespołu klasztornego. Odbudowa klasztoru trwała do 1889 roku. W 1929 roku przybyli tu salezjanie. W 1951 roku zostały tu internowane zakonnice z Zakonu Najświętszego Odkupiciela. W 1990 roku salezjanie powrócili, a w 1999 Towarzystwo Salezjańskie zostało zastąpione przez Stowarzyszenie Apostolstwa Katolickiego. Od 2015 roku klasztor podlega diecezji nitrzańskiej.